# Monika Rosca
Monika Rosca (* 4. Mai 1961 in Łódź) ist eine polnische Pianistin und frühere Schauspielerin. 

## Leben und Karriere
Rosca, Tochter eines Rumänen und einer Polin, wurde als Neunjährige für die Hauptrolle in dem zweiteiligen Abenteuerfilm Durch Wüste und Dschungel gecastet. Sie setzte sich gegen 4000 Mitbewerberinnen durch. Die Dreharbeiten begannen 1971, der Film kam 1973 in die Kinos und zählt zu den erfolgreichsten polnischen Kinofilmen in Polen. 1978 hatte sie noch eine Sprechrolle in der polnischsprachigen Fassung der britisch-polnischen Koproduktion The Water Babies, dann beendete sie ihre Filmkarriere.
Nach ihrem Schulabschluss studierte sie an der Musikakademie Łódź und an der Fryderyk-Chopin-Musikakademie (heute Fryderyk-Chopin-Universität für Musik) in Warschau, wo sie ihr Studium 1985 als Mitglied der Klavierklasse von Tadeusz Chmielewski mit Auszeichnung abschloss. Nach ihrem Studium arbeitete sie als Dozentin, konzentrierte sich dann aber auf ihre Karriere als Pianistin. Als solche tritt sie weltweit auf und veröffentlichte mehrere Tonträger, auf denen sie klassische Kompositionen spielte.
Rosca spricht fließend Polnisch, Rumänisch, Russisch und Englisch.